# Моніка Вейнерт
Моніка Вейнерт (англ. Monika Wejnert; нар. 6 квітня 1992) — колишня австралійська тенісистка.
Найвищу одиночну позицію світового рейтингу — 324 місце досягла 30 листопада 2009, парну — 315 місце — 31 січня 2011 року.
Здобула 1 одиночний титул туру ITF.

## Фінали ITF (1–2)

### Одиночний розряд: 1 (1–0)
| Легенда          |
| ---------------- |
| турніри $100,000 |
| турніри $75,000  |
| турніри $50,000  |
| турніри $25,000  |
| турніри $10,000  |

| Результат | Ранг | Дата              | Турнір | Покриття | Суперниця  | Рахунок  |
| --------- | ---- | ----------------- | ------ | -------- | ---------- | -------- |
| Перемога  | 1.   | 30 листопада 2008 | Перт   | Тверде   | Сема Юріка | 7–6, 7–5 |

### Парний розряд: 2 (0–2)
| Легенда          |
| ---------------- |
| турніри $100,000 |
| турніри $75,000  |
| турніри $50,000  |
| турніри $25,000  |
| турніри $10,000  |

| Результат | Ранг | Дата             | Турнір              | Покриття | Партнерка     | Суперниці                              | Рахунок          |
| --------- | ---- | ---------------- | ------------------- | -------- | ------------- | -------------------------------------- | ---------------- |
| Поразка   | 1.   | 14 червня 2010   | Алкмар, Нідерланди  | Ґрунт    | Еліне Буйкенс | Анна-Аріна Мар'єнко Світлана Пироженко | 3–6, 1–6         |
| Поразка   | 2.   | 1 листопада 2010 | Калгурлі, Австралія | Тверде   | Тімеа Бабош   | Даніелла Джефлі Джессіка Мор           | 4–6, 6–2, [6–10] |